# Тоски
Тоски (алб. Toskët) — етнічна група албанців, яка проживає в Албанії південніше річки Шкумбіні, а також в Греції і та інших країнах діаспори. Говорять переважно на тоскському діалекті албанської мови. Віруючі — в основному мусульмани і православні. Православну громаду в Албанії, складають переважно тоски-християни.